# Lichenodiplis
Lichenodiplis is een geslacht van schimmels behorend tot de onderstam Pezizomycotina. De typesoort is Lichenodiplis lecanorae. 

## Soorten
Volgens Index Fungorum telt het geslacht 13 soorten (peildatum januari 2023):
| Soortnaam                    | Auteur(s)                          | Publicatiejaar |
| ---------------------------- | ---------------------------------- | -------------- |
| Lichenodiplis anomala        | Etayo & Pérez-Vargas               | 2013           |
| Lichenodiplis crespoae       | Pérez-Ort. & V. Atienza            | 2009           |
| Lichenodiplis dendrographae  | Diederich & van den Boom           | 2003           |
| Lichenodiplis fallaciosa     | (Hafellner & Kalb) Diederich       | 2003           |
| Lichenodiplis hawksworthii   | F. Berger & Diederich              | 1996           |
| Lichenodiplis lecanorae      | (Vouaux) Dyko & D. Hawksw.         | 1979           |
| Lichenodiplis lecanoricola   | (M.S. Cole & D. Hawksw.) Diederich | 2003           |
| Lichenodiplis lichenicola    | Dyko & D. Hawksw.                  | 1979           |
| Lichenodiplis ochrolechiae   | Y. Joshi & M. Tripathi             | 2016           |
| Lichenodiplis opegraphae     | (D. Hawksw.) Diederich             | 2003           |
| Lichenodiplis pertusariicola | (Nyl.) Diederich                   | 2003           |
| Lichenodiplis poeltii        | S.Y. Kondr. & D. Hawksw.           | 1996           |
| Lichenodiplis rinodinicola   | Kocourk. & K. Knudsen              | 2009           |